# 園子温
園 子温（その しおん、 1961年〈昭和36年〉12月18日 - ）は、日本の映画監督・脚本家。愛知県豊川市出身。脚本業では、山本孝之名義も使う。

## 来歴

### 出生から高校
1961年（昭和36年）、愛知県豊川市生まれ。父である園音巳は英語を教えていた愛知大学の教授であった。豊川小学校、豊川東部中学校を卒業。とても厳格な家庭で育った反動で17歳の時に実家を飛び出し、上京したとされるが、豊橋東高校は卒業している。17歳で詩人デビューし、『ユリイカ』と『現代詩手帖』に詩が掲載された。

### 大学入学以降
映画監督として活動する以前は漫画家志望でもあり、法政大学入学後、20歳の時に出版社に漫画の持ち込みを行うも「まだ他人の気持ちがよく判らないんじゃないかな」と言われボツを喰らう。
その後、リベンジのため本を読み漁り、映画を年間何百本と鑑賞したことがきっかけで8mm映画を撮り始める。
1986年、8mm映画『俺は園子温だ！』がぴあフィルムフェスティバル(PFF)入選。翌年、8mm映画『男の花道』でグランプリを受賞。
1990年、ぴあフィルムフェスティバルスカラシップ作品として制作された16mm映画『自転車吐息』は、第41回ベルリン映画祭正式招待された。
1993年、『部屋』を制作。翌年、サンダンス映画祭審査員特別賞を受賞。
『桂子ですけど』（1996年）、『風』（1998年、通産省制作）など、映画制作を続ける。
一方、街頭詩パフォーマンス「東京ガガガ」を主宰する。4000人のパフォーマーが渋谷のストリートで展開。このドキュメントを収めたジャン＝ジャック・ベネックスのテレビ番組はフランスで視聴率40パーセントを超える。 ファッションデザイナー荒川真一郎とのプロデュース、短編『0cm4』（1999年）を上映した。
1994年3月10日から17日まで、吉祥寺バウスシアター全館を貸し切り「園子温降臨祭」を開催。
1995年、100時間に及ぶ素材からなる大長編映画『BAD FILM』制作に取りかかる（2012年完成）。
2000年、映画『うつしみ』に。
2001年、『自殺サークル』を公開。新宿武蔵野館における過去最高の観客動員数となった。カナダファンタ映画祭（ファンタジア2003）にて観客賞、および最も優れた映画に贈る賞を受賞する。2002年度日本映画プロフェッショナル大賞第10位。
2002年、『HAZARD』ニューヨークを舞台にオダギリジョー扮する不良青年の青春映画を制作した。
2003年、前作に引き続きオダギリジョー、田中哲司、村上淳、市川実和子らが出演した『夢の中へ』を制作。さらに同年、宮崎ますみ主演でR18+指定の家族劇『奇妙なサーカス』を制作。
2006年、『紀子の食卓』を公開。第40回カルロヴィヴァリ映画祭・コンペティション部門の特別表彰賞、国際シネマクラブ連盟によるドン・キホーテ賞を受賞する。また、韓国で開催された第10回プチョン国際ファンタスティック映画祭コンペティション部門の観客賞と主演女優賞受賞した。
2007年、テレビ朝日系ドラマ『時効警察』に監督として参加した。
2008年、『愛のむきだし』を公開。第9回（2008年）東京フィルメックスにおいて観客の投票によって選出される「アニエスベー・アワード」を受賞。第59回（2009年）ベルリン映画祭に出品され、「カリガリ賞」「国際批評家連盟賞」を受賞した。続く『ちゃんと伝える』では故郷・豊川を舞台にした。
2011年、『冷たい熱帯魚』を公開。第67回ヴェネツィア国際映画祭オリゾンティ・コンペティション部門に正式出品した。さらに同年『恋の罪』を公開。

### 結婚以後
2011年10月23日、監督した映画『冷たい熱帯魚』や『恋の罪』に出演した神楽坂恵と婚約した旨が報じられた。結婚以降も妻の神楽坂を多くの自身の作品に出演させている。
2012年、『ヒミズ』を公開。古谷実の同名漫画を映画化で映画監督と脚本を担当した。園にとって、初の漫画原作物の映画化担当であった。第68回ヴェネチア国際映画祭コンペティションに出品され、主演の染谷将太、二階堂ふみが「最優秀新人俳優賞（マルチェロ・マストロヤンニ賞）」を受賞した。
10月、原発事故を描いた『希望の国』を公開。第37回トロント国際映画祭にて「NETPAC アジア最優秀映画賞」を受賞。主演の夏八木勲は第63回芸術選奨・文部科学大臣賞並びに第67回毎日映画コンクール男優主演賞を受賞した。
2013年4月、テレビ東京系ドラマ『みんな!エスパーだよ!』にて総合監督を務めた。同月、「芸人」宣言をし舞台デビュー。9月、『地獄でなぜ悪い』を公開。 第70回ヴェネツィア国際映画祭オリゾンティ部門に正式出品された。第38回トロント国際映画祭では、ミッドナイト・マッドネス部門観客賞を受賞する。
2014年6月、小説「毛深い闇」を河出書房新社より出版。8月、井上三太原作の『TOKYO TRIBE』を公開。11月、雑誌「GQ JAPAN」が「GQ MEN OF THE YEAR 2014」を受賞した。
2015年5月、和久井健原作、綾野剛主演で『新宿スワン』を公開。園作品最大のヒットを記録。同年6月、「魂の集大成」と謳ったSFファンタジー怪獣映画『ラブ&ピース』を公開。第5回北京国際映画祭にて日本映画として初の出品作になった。カナダ・モントリオールの第19回ファンタジア国際映画祭では観客賞を受賞したものの、翌2016年公開されて81億円の興収を出した『シン・ゴジラ』と同じ長谷川博己主演の映画であるが興収は5300万円であった。
2015年7月、山田悠介の原作にオリジナル要素を加えた『リアル鬼ごっこ』を公開。第19回ファンタジア国際映画祭にて最優秀作品賞（シュバル・ノワール賞）、審査員特別賞を受賞した。スペイン・マラガ・ファンタスティック映画祭では最優秀作品賞と特殊効果賞を受賞する。
同年9月、テレビドラマシリーズも監督(3人)と脚本(4人)の一人として担当した『みんな!エスパーだよ!』の映画化時には、脚本を田中眞一と共に、監督は一人で務め、全面愛知県の東三河でロケしている。
2015年7月、初の個展「ひそひそ星」展を開催。同時期にワタリウム美術館オン・サンデーズにて絵本「ラブ＆ピース」の原画展も開催。9月、Chim↑Pom発案の「Don’t Follow the Wind」展（ワタリウム美術館）にて映像インスタレーションを発表した。
2015年に地元の「とよかわ広報大使」に就任する。
2016年4月、美術館では初の個展、園子温展「ひそひそ星」をワタリウム美術館にて開催。5月、第40回トロント国際映画祭にてNETPAC賞（最優秀アジア映画賞）を受賞した『ひそひそ星』を劇場公開する。大島新監督のドキュメンタリー映画「園子温という生きもの」が公開される。

### 心筋梗塞による入院以後
2019年2月7日、心筋梗塞を発症し、病院に救急搬送され手術を受ける。同月21日、退院。6月25日、「Netflixオリジナル作品祭」に出席し、病後初めて公の場に姿を見せた。
2021年10月8日、ハリウッド初挑戦となる映画である、『プリズナーズ・オブ・ゴーストランド』が公開された。ニコラス・ケイジを主演として起用し、2019年に撮影を終えていた『エッシャー通りの赤いポスト』のワークショップ参加者も多数参加した作品である。
2021年12月25日、原点回帰のインディーズ作品として2019年に撮影が完了していた『エッシャー通りの赤いポスト』が公開された。51名の無名役者が参加するワークショップで制作された映画作品であり、出演者が店舗や路上で宣伝活動やチケットの手売りを行ったり、関東の複数のミニシアターで多数回の舞台挨拶も行った。

### 性加害騒動
2022年4月5日および12日発売の『週刊女性』において、園子温が複数の女優に対し性加害となるような行為を行っていたという疑惑に関する報道がなされた。これに対して園は謝罪コメントを出す一方、『週刊女性』の報道内容には実際に起こったこととは異なる記述が多いため何らかの法的対応をとると述べた。
さらにこの騒動が尾を引く中、2022年12月公開の安川徳寛監督の映画『もしかして、ヒューヒュー』において、園がペンネーム「山本孝之」名義で脚本を執筆したことが一部で“ステルス復帰”と報じられた。これに対し園は2022年11月7日の声明で、報じられた内容は不正確であり、当脚本は園と安川の共作であることや、園の名が出ることで作品に色がつくことを避けるためであったと反論した。
発端となった2022年4月の『週刊女性』の報道に対しては、発行元である主婦と生活社に対して損害賠償を求める訴訟を起こしたが、『週刊女性』のウェブサイトに掲載された記事（「週刊女性PRIME」の記事）を削除することを条件として2023年12月27日に和解が成立した。
2025年5月16日に結審した松崎悠希との裁判においては、松崎が投稿したツイートの園への名誉棄損が認められ投稿の削除と慰謝料の支払いが認められた一方、園が映画監督という立場から複数の女優に性的行為を要求していたことは事実であったと認定された。

## 人物

### 洋画好き
著書によれば幼少期・少年期から映画好きであり、それも洋画ばかり見ていた。少年期から好きな作品にアメリカンニューシネマのアーサー・ペン『俺たちに明日はない』『左利きの拳銃』やフランス映画のジャン・ギャバン主演『望郷』や『ジャンヌ・ダルク裁判』にフランソワ・トリュフォー作品、1960年代までのアメリカ映画はかなり見ていたと述べている。好きな監督にウィリアム・ワイラーやイタリアのヴィットリオ・デ・シーカ、好きな役者・スターにジョン・ウェイン、リチャード・ウィドマークやジャン・ギャバン、アラン・ドロン、ソフィア・ローレン、リリアン・ギッシュ、ポール・ニューマン、イングリッド・バーグマンなどを挙げ、とりわけイングリッド・バーグマンとは本気で結婚したいほど好きな思いを抱いていたという。
出演したラジオ『スカパー! 日曜シネマテーク』でルネ・クレマン監督のフランスの反戦映画の名作『禁じられた遊び』を好きな映画に挙げ、「この映画は小学生の時にテレビで見ました。当時はほぼ毎日、地上波で夜9時から映画番組があって、ゴダールやトリュフォーすらも放送していたんです。家族で『ウルトラマン』を見た後にゴダールを見るなんて、今ではちょっと信じられないですよね（笑）」と述べている。

### 深作作品・格好良いヤクザ好き
また別の回のラジオ『スカパー！日曜シネマテーク』では深作欣二監督の『仁義なき戦い』を選んでおり「深作監督とお話する機会はなかったんですが、僕にとっては心の師匠。映画を作る時は常に深作監督のことが頭にあり、『地獄でなぜ悪い』でも「深作警察署」が登場したり、『仁義なき戦い』の音楽が流れたりします。それくらいずっと憧れてきた、影響を受けてきた監督です。」「ヤクザ映画なんですが、実は深作監督も菅原文太さんもすごく真面目なタイプで、ヤクザに対して距離感を持っている人です。でも実はそれがヤクザが格好良く描ける秘訣。コッポラが『ゴッドファーザー』を撮った時も同じで、ヤクザやマフィアをまったくリスペクトしてない人が撮ると、客観的に描けるので格好良くなるんです。」と評している。

### 主張

#### ジャパニーズアニメ嫌悪
2016年は「近年稀に見る邦画の当たり年と言われた本年」と呼ばれたが、そのなかでも話題を一手に集めたのは、新海誠監督のアニメ映画『君の名は。』と、庵野秀明監督の『シン・ゴジラ』の二作品であり、『君の名は。』は年間興行収入ランキング1位の251.7億円、『シン・ゴジラ』は3位であるが、例年なら邦画興行収入で首位となるレベルの81億円を記録する大ヒットとなった。しかし、園子温は2016年12月9日に、「糞ジャパアニメ、すべて死ね。」「あとよ、怪獣映画のリメイクで儲けたクズどもも。」「二度と怪獣映画のリメイクごときで現代の311を語るな、クズども」、と下記の島国辺境ツイートと共に四時間にわたって連続で罵倒のツイートをした。のちにツイートは削除された。
『リテラ』は園による一連の批判について、「まさに正論だと思うが、しかし、こうした意見はしょせん異端に過ぎない。」と賛意的な報道をしている。

#### 護憲・SEALDS支持
自民党が2016年の参院選で改憲を現実のモノにしようとしているとして、2015年9月11日に安倍晋三内閣における特定秘密保護法・集団的自衛権行使容認への反対や護憲、「従来の政治的枠組みを越えたリベラル勢力の結集」を訴える『TAKE BACK DEMOCRACY（民主主義を取り戻せ）＃本当に止める SEALDs 5時間SPECIAL!!!!!』に、磯部涼(司会)、SEALDs、中野晃一上智大学教授、日本学術会議の廣渡清吾前会長らと共に出演した。
2016年12月に上記のジャパニーズアニメーションへの批判の際に、「評論家のための評論しやすい映画ばかり。狙ってんのかお互い癒着して。革命家も産めない肉体のない言葉、、乾いた言葉を。」「去年見たSEALDSの何倍も何倍も薄めた小さなセカイ系とやら。セカイ系の正体は地球上の規模じゃねえ。このセカイの小さな島国辺境の、空想されたせ・・か・・い・・やめろ。」とツイートしている。

## 批判
宇野維正はキネマ旬報にて、2021年12月に園が映画監督を務めた「エッシャー通りの赤いポスト」について、「現実から浮遊したスモールワールドで若い女優が暴れ回り、反体制的なイメージと戯れる」という園子温自身のシグネチャー・モデルに回帰した作品で5段階中星1という完全否定的な評価をしている。園の帰属する「日本のサブカル村」についても演者も含んだ村内で互いに誉め合っている2010年以前と変わっておらず、園の作品は客観性の徹底的な欠如はずっとそのままであるとし、「ここまでの作家的増長の責任は、本人よりもそれを看過してきた業界にあるのではないか」と業界を含めた批判をした。

## 園子温作品の著名なファン・友人
ファンであり友人である著名な者として、水道橋博士や『映画秘宝』を創刊した映画評論家・コラムニストの町山智浩が知られる。町山は2009年のベスト10を選んだ際に、園の『愛のむきだし』を一位に選んだ。同年に日本で公開されたクリント・イーストウッド監督・主演『グラン・トリノ』を二位にして「『グラン・トリノ』は『愛のむき出し』を見るまで一位の作品」「どちらも（『グラン・トリノ』と『愛のむきだし』）「不在の聖母」を描いた作品。」と評した。水道橋博士とは親交が深く、お笑いライブを二人で開催したりしている。水道橋博士は園子温を「映画監督として圧倒的に天才」と絶賛している。他に園と親交が深い友人として、茂木健一郎、会田誠、宮台真司がいる。宮台はあいちトリエンナーレの「表現の不自由展」に対する批判意見への反論に友人・園子温の作品を例にあげ、「そもそもアートは心に傷を付ける。心を回復させる娯楽とは違う」「こうした基本的なことでさえ、行政、政治家、そして市民までもが分かっていないことに驚きました」と開催を擁護している。
2009年のキネマ旬報のオールタイムベストの日本映画編のアンケートにおいて、熊切和嘉は自身のベスト10に園の『紀子の食卓』を選んでいる。熊切は『紀子の食卓』を鑑賞した日の夜に興奮のあまり園に電話をし、「あの妹役（吉高由里子）って誰ですか!?」と直接聞いたと述べている。

## 作品

### 映画監督作品
- LOVE SONG（1984年、劇場未公開）
- 俺は園子温だ!（1985年、劇場未公開）
- 愛（1986年、劇場未公開）
- 男の花道（1986年、劇場未公開）
- 決戦！女子寮対男子寮（1988年、劇場未公開）
- 自転車吐息（1990年5月12日）
- 部屋 THE ROOM（1993年10月23日）
- BAD FILM（1995年当時未完、2012年完成。Hi-8撮影によるオリジナルビデオ。2015年1月6日DVD発売）
- 桂子ですけど（1997年2月8日）
- 男痕 -THE MAN-（1998年10月31日）
- 0cm4（パリコレクションバージョン）（1999年7月14日）
- うつしみ（1999年12月18日）[35]
- ある秘かなる壺たち（2000年2月7日）- 公開時のタイトルは「性戯の達人 女体壺さぐり」
- 風（2001年1月27日。製作は1998年。16mmフィルム作品）
- 父の日（2001年、劇場未公開）
- 自殺サークル（2002年3月9日）
- プロムナイト（2002年、未完）
- ノーパンツ・ガールズ 大人になったら（2005年11月12日。製作は2004年）
- 夢の中へ（2005年6月11日）
- Strange Circus 奇妙なサーカス（2005年12月24日）
- 紀子の食卓（2006年9月23日）
- HAZARD（2006年11月11日。製作は2002年）
- 気球クラブ、その後（2006年12月23日）
- エクステ（2007年2月17日）
- 愛のむきだし（2009年1月31日）
- Make the last wish（2008年、未完）
- ちゃんと伝える（2009年8月22日）
- 冷たい熱帯魚（2011年1月29日）
- 恋の罪（2011年11月12日）
- ヒミズ（2012年1月14日）
- 希望の国（2012年10月20日）
- 地獄でなぜ悪い（2013年9月28日）
- TOKYO TRIBE（2014年8月30日）
- 新宿スワン（2015年5月30日）
- ラブ&ピース（2015年6月27日）
- リアル鬼ごっこ（2015年7月11日）
- 映画 みんな! エスパーだよ!（2015年9月4日）
- MADLY（2016年4月14日）
- ひそひそ星（2016年5月14日）
- 新宿スワンII（2017年1月21日）
- アンチポルノ（2017年1月28日）
- クソ野郎と美しき世界「ピアニストを撃つな！」（2018年4月6日）
- 愛なき森で叫べ（2019年10月11日、Netflix）
- 緊急事態宣言「孤独な19時」(2020年8月28日、Amazon Prime Video)
- プリズナーズ・オブ・ゴーストランド（2021年10月8日、ハリウッドデビュー作品）
- エッシャー通りの赤いポスト（2021年12月25日）
- もしかして、ヒューヒュー（2022年12月、脚本のみで監督なし、山本孝之名義）

### テレビドラマ
- 時効警察シリーズ（2006年 - 2015年、テレビ朝日）

### ビデオ・オン・デマンド
- 東京ヴァンパイアホテル（2017年6月16日配信開始、Amazonプライム・ビデオ）
- 愛なき森で叫べ：Deep Cut（2020年、NetFlix）

### ミュージックビデオ
- Mail Me / 桃井はるこ（2000年）

### 書籍
- 『自殺サークル 完全版』（2002年4月 河出書房新社 / 2013年9月 河出文庫）
- 『夢の中へ』（2005年 幻冬舎）
- 『愛のむきだし』（2008年12月 小学館 / 2012年1月 小学館文庫）
- 『希望の国』（2012年9月 リトルモア）
- 『非道に生きる』（2012年10月 朝日出版社）
- 『けもの道を笑って歩け』（2013年9月 ぱる出版）
- 『毛深い闇』（2014年6月 河出書房新社）
- 『受け入れない』（2015年6月 中経出版）

## 受賞歴

### 映画賞
俺は園子温だ！
- ぴあフィルムフェスティバル入選

男の花道
- ぴあフィルムフェスティバル入選

自転車吐息
- 第4回PFF（ぴあフィルムフェスティバル）スカラシップ作品
- 第41回ベルリン映画祭フォーラム部門正式出品

部屋 THE ROOM
- サンダンス映画祭 in Tokyo 審査員特別賞

自殺サークル
- 第7回ファンタジア国際映画祭（カナダ） 画期的映画部門観客賞・画期的映画賞審査員賞

StrangeCircus奇妙なサーカス
- 第56回ベルリン国際映画祭フォーラム部門 ベルリナー・ツァイトゥング紙・新聞読者審査賞
- 第10回ファンタジア国際映画祭（カナダ） グランプリ・最優秀主演女優賞（宮崎ますみ）

紀子の食卓
- 第40回カルロヴィ・ヴァリ国際映画祭 特別表彰
- 国際シネクラブ連盟(FICC)ドン・キホーテ賞
- 第10回プチョン国際ファンタスティック映画祭 観客賞・主演女優賞（吹石一恵）
- 第28回ヨコハマ映画祭 最優秀新人賞（吉高由里子）

気球クラブ、その後
- 第16回日本映画批評家大賞審査員特別監督賞

エクステ
- 第3回オースティン・ファンタスティック映画祭 ホラー審査員賞

愛のむきだし
- 第59回ベルリン国際映画祭フォーラム部門 カリガリ賞・国際批評家連盟賞
- 第11回バルセロナ・アジア映画祭 観客賞
- 第13回ファンタジア国際映画祭（カナダ） 審査員特別賞・最優秀主演女優賞（満島ひかり）・観客賞（アジア映画部門金賞・革新的映画部門金賞）
- 第8回ニューヨーク・アジアンフィルムフェスティバル グランプリ
- 第13回プチョン国際ファンタスティック映画祭 NETPAC賞特別賞（満島ひかり、安藤サクラ）
- 第9回東京フィルメックス アニエスベー・アワード（観客賞）
- 第34回報知映画賞 最優秀新人女優賞（満島ひかり）
- 第64回毎日映画コンクール 監督賞・スポニチグランプリ新人賞（西島隆弘、満島ひかり）
- 第83回キネマ旬報ベスト・テン 助演女優賞（満島ひかり）・新人男優賞（西島隆弘）
- 第31回ヨコハマ映画祭 助演女優賞（安藤サクラ）・最優秀新人賞（満島ひかり）
- 第14回日本インターネット映画大賞 新人賞（満島ひかり）

冷たい熱帯魚
- 第67回ヴェネチア国際映画祭オリゾンティ・コンペティション部門正式出品
- 第43回シッチェス・カタロニア国際映画祭 カーサ・アジア最優秀作品賞
- ファンタスティック・フェスト2010 ファンタスティック部門 長編部門脚本賞
- 第13回ドーヴィル・アジア映画祭 批評家賞
- 第15回ファンタジア国際映画祭（カナダ） 観客賞（アジア映画部門金賞）
- 第35回日本アカデミー賞 最優秀助演男優賞（でんでん）
- 第54回ブルーリボン賞 作品賞
- 第66回毎日映画コンクール 男優助演賞（でんでん）
- 第36回報知映画賞 作品賞・助演男優賞（でんでん）
- 第21回東京スポーツ映画大賞 作品賞・監督賞・助演男優賞（でんでん）
- 第85回キネマ旬報ベスト・テン 監督賞・助演男優賞（でんでん）
- 第33回ヨコハマ映画祭 監督賞・助演男優賞（でんでん）
- 第16回日本インターネット映画大賞 作品賞・監督賞・助演男優賞（でんでん）

恋の罪
- 第64回カンヌ国際映画祭監督週間正式出品
- 第44回シッチェス・カタロニア国際映画祭 カーサ・アジア最優秀作品賞
- 第85回キネマ旬報ベスト・テン 監督賞
- 第16回日本インターネット映画大賞 監督賞

ヒミズ
- 第68回ヴェネチア国際映画祭 マルチェロ・マストロヤンニ賞（染谷将太、二階堂ふみ）
- 第14回ドーヴィル・アジア映画祭 批評家賞
- 第30回ブリュッセル国際ファンタスティック映画祭オービットコンペティション部門 グランプリ
- 2012年映画芸術日本映画ワーストテン2位

希望の国
- 第37回トロント国際映画祭 NETPACアジア最優秀映画賞
- 第86回キネマ旬報ベスト・テン日本映画9位[36]
- 2012年映画芸術日本映画ワーストテン1位

地獄でなぜ悪い
- 第38回トロント国際映画祭ミッドナイト・マッドネス部門 観客賞
- ファンタスティック・フェスト2013 ガットバスターコメディー部門 作品賞・監督賞

リアル鬼ごっこ
- 第19回ファンタジア国際映画祭 最優秀作品賞（シュバル・ノワール賞）/審査員特別賞/最優秀女優賞（トリンドル玲奈）[37]

ひそひそ星
- 第40回トロント国際映画祭 NETPACアジア最優秀映画賞[38]

### 映画賞以外
- GQ MEN OF THE YEAR 2014（2014年）[39]

## 出演

### テレビ
- スタジオパークからこんにちは（2011年12月20日、NHK総合）
- 園子温ケーブルテレビ実験室（2013年4月 - 2013年9月、ケーブルテレビJCN）
- アウトデラックス（2013年8月22日、フジテレビ）
- 有吉ジャポン（2013年11月8日、TBS）
- 100秒博士アカデミー（2013年12月3日・10日、TBS）
- ブラマヨとゆかいな仲間たち アツアツっ!（2013年12月21日、テレビ朝日）
- さんまのまんま（2014年3月8日、関西テレビ）
- 言いにくいことをハッキリ言うTV（2014年3月31日、テレビ朝日系列）
- 踊る!さんま御殿!!（2014年4月15日、日本テレビ）
- 竹山ロックンロール（2014年5月10日・17日・24日、テレビ埼玉・千葉テレビ・tvk・サンテレビ）
- たかじんNOマネー（2014年5月17日、読売テレビ）
- 情熱大陸（2014年6月15日、TBS）
- ダウンタウンDX（2014年6月26日、読売テレビ）
- ゴロウ・デラックス（2014年7月17日、TBS）
- ニノさん（2014年8月3日・10日、日本テレビ） - 「だって男の子だもん」回 ゲスト
- キン肉マン THE LOST LEGEND（2021年10月8日 - 12月10日、WOWOW） - 本人 役

### ラジオ
- 園子温のズバリ！ラジオ（2013年1月25日、ニッポン放送）
- スカパー！日曜シネマテーク 特別版（2014年5月5日、TOKYO FM）

### ドキュメンタリー映画
- 園子温という生きもの（2016年）

### 伝記
- 速水由紀子『悪魔のDNA 園子温』（祥伝社、2013年）

### 家賃3部作
園子による実際の事件をベースとした3シリーズ。
- 冷たい熱帯魚 - 1993年に埼玉県熊谷市で発生した埼玉愛犬家連続殺人事件がベースとなっている映画である。
- 恋の罪 - 1997年に東京都で発生した東電OL殺人事件がベースとなっている映画である。
- 愛なき森で叫べ - 2002年から福岡県北九州市で発生した北九州監禁殺人事件がベースとなっている映画である。